# Webb-Gletscher (Antarktika)
Der Webb-Gletscher ist ein Gletscher im ostantarktischen Viktorialand. Er fließt nördlich des Mount Bastion und des Gibson Spur in südöstlicher Richtung in den oberen Abschnitt des Barwick Valley. 
Teilnehmer einer von 1958 bis 1959 dauernden Kampagne im Rahmen der neuseeländischen Victoria University’s Antarctic Expeditions benannten ihn. Namensgeber ist Peter-Noel Webb, ein Expeditionsteilnehmer, der in diesem und im Wright Valley geologische Untersuchungen vorgenommen hatte.